# Костюк, Леонид Леонидович
Леонид Леонидович Костюк (род. 5 июня 1941, Ленинград) — советский артист и режиссёр цирка, российский цирковой деятель, педагог. Народный артист РСФСР (1980).

## Биография
Леонид Леонидович Костюк родился 5 июня 1941 года в Ленинграде в цирковой семье, отец был эквилибристом. В 1960 году окончил Московское училище циркового и эстрадного искусства. В 1974 году окончил ГИТИС.
Более 20 лет выступал в цирке в качестве гимнаста-эквилибриста. Разрабатывал новые проекты. Работал с партнёрами — Г. Летко, Н. Лыкчатый, Г. Ульданов. Работал с двухметровыми шестами — першами, придумал уникальный номер — «Эквилибристы с першами», который был четыре раза удостоен высшей награды Всесоюзных цирковых конкурсов, а также получил «Золотую ветвь» на Международном конкурсе в Карл-Маркс-Штадте. В 1979 году номер Костюка заслужил высшую международную награду — «Золотого клоуна» и специальный приз «За элегантность» на VI Международном фестивале в Монте-Карло. В 1979 году закончил артистическую карьеру.
В 1980—1982 годах работал директором Московского цирка на Цветном бульваре. В 1982—1984 годах был первым заместителем генерального директора объединения «Союзглавцирк».
В 1984—2011 годах был генеральным директором и художественным руководителем Большого Московского цирка на проспекте Вернадского, который в среде цирковых актёров носил неофициальное название «Цирк Костюка». Одновременно в 2000—2002 годах служил генеральным директором Российской государственной цирковой компании «Росгосцирк». Как режиссёр поставил свыше 70 спектаклей и представлений.
В 1987—1991 годах был заведующий кафедрой циркового искусства Всесоюзного института повышения квалификации работников культуры. С 1992 года преподавал на режиссёрском факультете ГИТИСа (кафедра режиссуры цирка, профессор с 1993 года). С 2003 года — президент Гильдии артистов циркового искусства.
В 2005 году стал членом партии «Единая Россия».

## Семья
- Отец — эквилибрист Леонид Семёнович Костюк (1911—1995), окончил ТЦИ в 1932 году, преподавал в ГУЦЭИ.
- Жена — балетмейстер и режиссёр Татьяна Петровна Коханова (род. 1950), постановщик, заслуженная артистка России.
- Сын — артист цирка Игорь Леонидович Костюк (род. 1962).
- Дочь — дрессировщица Дарья Леонидовна Костюк (род. 1986), продюсер «Цирка Дарьи Костюк», работает с гепардами.

## Награды и премии
- Орден «За заслуги перед Отечеством» IV степени (19 ноября 1997 года) — за заслуги перед государством, большой вклад в укрепление дружбы и сотрудничества между народами, многолетнюю плодотворную деятельность в области культуры и искусства[3].
- Орден Трудового Красного Знамени (8 августа 1990 года) — за заслуги в развитии советского циркового искусства[4].
- Народный артист РСФСР (14 февраля 1980 года) — за заслуги в развитии советского циркового искусства[5].
- Заслуженный артист РСФСР (30 сентября 1969 года)  — за заслуги в области советского циркового искусства[6].
- Премия Правительства Российской Федерации в области культуры (24 декабря 2008 года) — за цирковой спектакль-феерию «Вокруг света за 130 минут»[7].
- Лауреат Международного конкурса в Карл-Маркс-Штадте «Золотая ветвь», 1-я премия (1977).
- Лауреат VI Международного фестиваля в Монте-Карло, «Золотой клоун» (1979).
- Лауреат Всесоюзных конкурсов (1967, 1969, 1971, 1992).

## Спектакли и представления

### Режиссёр
- «Смелые люди, добрые звери» (1981)
- «В семье единой» (1982)
- «Салют, фестиваль!» (1986)
- «Цирк берёт интервью» (1987)
- «Слово предоставляется» (1989)
- «Небывальщина» (1995)
- «Цирковая круговерть» (1997)
- «Большие иллюзии Большого цирка» (1997)
- «Дорогие мои москвичи» (1997)
- «Созвездие чудес» (1999)
- «Всё могут клоуны» (2002)
- «Свадьба соек» (2003)
- «Звёзды цирка» (2003)
- «Цирк! Цирк!! Цирк!!!» (2004).

## Фильмография

### Актёр
- 1975 — Соло для слона с оркестром — эпизод, эквилибрист на першах

### Режиссёр
- 2003 — Свадьба соек (мюзикл)[8][9].